# Trofeo Pole FIA
Il Trofeo Pole FIA (FIA Pole Trophy) è un riconoscimento attribuito annualmente dalla Federazione Internazionale dell'Automobile al pilota che ottiene il più alto numero di pole position durante una stagione del campionato mondiale di Formula 1.
Il trofeo è stato istituito a partire dalla stagione 2014. Il primo pilota ad aggiudicarsi il premio è stato Nico Rosberg su Mercedes.

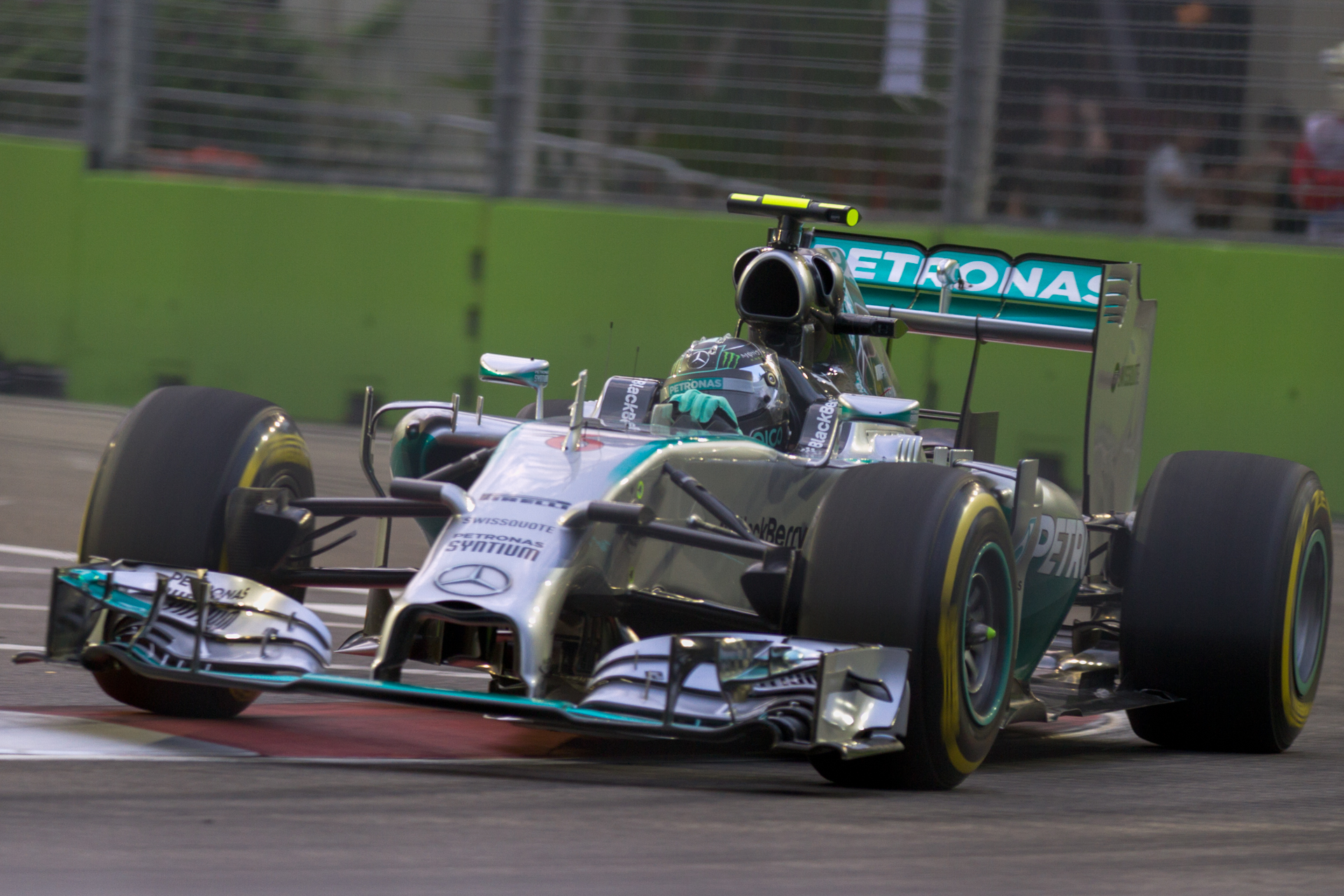
Nico Rosberg su Mercedes F1 W05 è il primo pilota ad aggiudicarsi il trofeo.

## Regolamento
Il trofeo è normato dall'articolo 6.7 del Regolamento sportivo del Campionato mondiale di Formula 1. Secondo tale articolo il trofeo è assegnato al pilota che ottiene, durante una stagione, il più alto numero di pole position. In caso di due, o più, piloti con lo stesso numero di pole position, il trofeo viene assegnato al pilota che ha ottenuto un più alto numero di posizionamenti al secondo posto. Se anche tale numero dovesse essere uguale si procederà controllando il numero di terzi posti, fino al raggiungimento di una differenza. Nel caso di perfetta parità dei risultati il trofeo è assegnato dalla Federazione secondo una propria scelta.
Nella stagione 2021 è stata introdotta, per tre Gran Premi, la Qualifica Sprint. Al vincitore della Qualifica Sprint fu attribuita la pole position per il Gran Premio valevole per il Trofeo Pole FIA, poi rinominata in Sprint a partire dal 2022.

## Albo d'oro
| Stagione | Vincitore       | Costruttore     | Pole position |
| -------- | --------------- | --------------- | ------------- |
| 2014     | Nico Rosberg    | Mercedes        | 11            |
| 2015     | Lewis Hamilton  | Mercedes        | 11            |
| 2016     | Lewis Hamilton  | Mercedes        | 12            |
| 2017     | Lewis Hamilton  | Mercedes        | 11            |
| 2018     | Lewis Hamilton  | Mercedes        | 11            |
| 2019     | Charles Leclerc | Ferrari         | 7             |
| 2020     | Lewis Hamilton  | Mercedes        | 10            |
| 2021     | Max Verstappen  | Red Bull Racing | 10            |
| 2022     | Charles Leclerc | Ferrari         | 9             |
| 2023     | Max Verstappen  | Red Bull Racing | 12            |
| 2024     | Max Verstappen  | Red Bull Racing | 8             |

## Statistiche

### Vittorie per pilota
| Vittorie | Pilota          | Stagioni                     |
| -------- | --------------- | ---------------------------- |
| 5        | Lewis Hamilton  | 2015, 2016, 2017, 2018, 2020 |
| 3        | Max Verstappen  | 2021, 2023, 2024             |
| 2        | Charles Leclerc | 2019, 2022                   |
| 1        | Nico Rosberg    | 2014                         |

### Vittorie per team
| Vittorie | Team            | Stagioni                           |
| -------- | --------------- | ---------------------------------- |
| 6        | Mercedes        | 2014, 2015, 2016, 2017, 2018, 2020 |
| 3        | Red Bull Racing | 2021, 2023, 2024                   |
| 2        | Ferrari         | 2019, 2022                         |

### Vittorie per motore
| Vittorie | Motore     | Stagioni                           |
| -------- | ---------- | ---------------------------------- |
| 6        | Mercedes   | 2014, 2015, 2016, 2017, 2018, 2020 |
| 2        | Ferrari    | 2019, 2022                         |
| 2        | Honda RBPT | 2023, 2024                         |
| 1        | Honda      | 2021                               |